# Флёри де Шабулон, Пьер
Пьер Александр Эдуард Флёри́, барон де Шабуло́н (фр. Pierre Alexandre Édouard Fleury de Chaboulon; 1 апреля 1779, Париж — 28 сентября 1835, Париж) — французский политический деятель. Личный секретарь императора Наполеона и его кабинета. Кавалер ордена Почётного легиона и императорского ордена Воссоединения. Автор мемуаров.

## Биография
С 1795 года служил в национальной гвардии и во главе одного её батальона принял участие в роялистском восстании 13 вандемьера (5 окт. 1795) против Конвента. Был арестован, но ввиду молодости (16 лет) освобождён от наказания.
Под конец правления Наполеона он был реймсским префектом. Отправленный в отставку после реставрации Бурбонов, он становится посредником между Наполеоном на острове Эльбе и его сторонниками во Франции, доставляя первому сведения и передавая его приказания. После возвращения Наполеона Флёри де Шабулон исполнял обязанности его тайного секретаря. После вторичного падения Наполеона эмигрировал в Англию.
Во время Июльской монархии был депутатом.

## Издания
Написал «Сто дней. Воспоминания, касающиеся истории частной жизни, возвращения и правления Наполеона в 1815 году» («Les cent-jours. Mémoires pour servir à l’histoire de la vie privée, du retour et du règne de Napoléon en 1815»; Лондон, 1820), которые ЭСБЕ оценивает как не имеющие большой цены вследствие крайне пристрастного (в бонапартистском духе) отношения к событиям и лицам и не всегда верного изложения фактов.
- том 1,
- том 2